# Citrullinatie

Citrullinatie: de omzetting van arginine in citrulline

Citrullinatie is het omzetten van het aminozuur arginine in citrulline. Deze omzetting vindt plaats op aminozuren die al in een eiwit zijn ingebouwd; het is dus een vorm van posttranslationele modificatie van eiwitten. De omzetting wordt uitgevoerd door enzymen genaamd peptidylarginine-de-iminase (PAD). De omzetting van arginine in citrulline bestaat uit het vervangen van een van de stikstofatomen in de arginine-zijketen door zuurstof. Hierbij wordt één watermolecuul gebruikt, en ontstaat ammoniak als bijproduct.
Omdat deze omzetting alleen wordt uitgevoerd op aminozuren die in een eiwit zijn ingebouwd, is het verschillend van de vorming van het vrije aminozuur citrulline. Dat laatste gebeurt bijvoorbeeld in de ureumcyclus.
De omzetting van arginine in citrulline kan belangrijke gevolgen hebben voor de structuur en functie van eiwitten. Arginine is bij een neutrale pH positief geladen, terwijl citrulline neutraal is. Daardoor wordt het eiwit meer hydrofoob, wat de eiwitketen kan laten ontvouwen.
Eiwitten die gewoonlijk citrulline bevatten, zijn myeline, filaggrine en verscheidene histon-eiwitten. Andere eiwitten kunnen bij ontstekingsprocessen en celdood gecitrullineerd raken, zoals fibrine en vimentine.
Bij reumatoïde artritis komen vaak antistoffen tegen gecitrullineerde eiwitten voor. Deze zouden veroorzaakt kunnen zijn door fibrine en fibrinogeen in gewrichten, die door de ontsteking gecitrullineerd zijn geworden. Testen die deze antistoffen meten, zijn gevoelig (bijv. anti-CCP2: sensitiviteit 80%) en betrouwbaar (specificiteit 98%) om reuma aan te tonen. De antistoffen zijn vaak al aantoonbaar voordat de patiënt klachten heeft.